# Граф Ланкастер
Граф Ланкастер (англ. Earl of Lancaster) — титул в системе пэрства Англии, существующий с 1267 года, который носили члены английской королевской семьи. В 1351 году был создан титул герцога Ланкастера, сменивший графский титул. Титул графа Ланкастера угас в 1361 году, герцогский же титул был позже воссоздан и просуществовал до 1413 года, пока не был присоединён к короне, войдя в титулатуру английских королей (а позже и королей Великобритании).

## История
Титул был создан в 1267 году королём Генрихом III для своего второго сына Эдмунда Горбатого (16 января 1245 — 5 июня 1296), который к этому времени уже носил титул графа Лестера, конфискованного вместе с владениями у наследников погибшего в битве при Ившеме Симона де Монфора, 6-го графа Лестера. В 1276 году он женился на Бланке д’Артуа, вдове короля Наварры и графа Шампани Генриха I Толстого, родственнице короля Франции. Благодаря этому браку он до 1284 года от имени дочери жены, Жанны, управлял французским графством Шампань, а также носил титул графа Шампани и Бри (в качестве титула учтивости), пока король Франции Филипп IV, женившийся на Жанне Наваррской, не выкупил у него этот титул. При этом он сохранил ряд владений в Шампани, которыми управлял от имени жены.
После смерти Эдмунда в 1296 году его сменил старший сын, Томас (ок. 1278 — 22 марта 1322). В 1294 году он женился на Элис де Ласи, наследнице графств Линкольн и Солсбери, что значительно увеличило его благосостояние. Также он смог защититься от претензий на титул графа Феррерс (Дерби) от наследника Роберта де Феррерса, 6-го графа Дерби. После того как на английский престол вступил Эдуард II, граф Ланкастер вскоре оказался во главе баронской оппозиции королю. В 1312 году баронам во главе с Томасом удалось захватить и казнить ненавистного им королевского фаворита Пирса Гавестона, однако это вызвало раскол среди баронов, а также недовольство короля. В 1314 году граф Ланкастер стал фактическим правителем королевства, но в 1316 году из-за недовольства его действиями он был вынужден покинуть королевский совет. В 1321 году произошёл новый конфликт графа Ланкастера с королём, в результате чего он восстал против короля, но в 1322 году мятежники были разбиты королевской армией в битве при Боробридже, а сам граф Ланкастер погиб. Детей у него не было, его владения и титулы были конфискованы короной.
Наследник Томаса, его младший брат Генри (ок. 1280 — 22 сентября 1345), не участвовал в восстании против короля, поэтому он подал Эдуарду II прошение о возвращении ему конфискованных владений и титулов. Но только в 1324 году король, удостоверившись в лояльности двоюродного брата, возвратил Генри титул графа Лестера и часть владений. В 1326 году он поддержал восстание Изабеллы Французской, жены Эдуарда II, против мужа. После падения Эдуарда II ему был возвращён и титул графа Ланкастера. Однако в 1328 году у него возник конфликт с Изабеллой из-за влияния на юного короля Эдуарда III, а также из-за спора вокруг графства Линкольн, на которое претендовал Генри, а также из-за недовольства Нортгемптонским договором с Шотландией, который не учитывал права знати, имевшей там владения. Однако вооружённый мятеж против Изабеллы и её фаворита, Роджера Мортимера, был неудачным, в результате граф Ланкастер сдался и принёс присягу королю, благодаря чему сохранил жизнь и отделался огромным штрафом. После падения Мортимера Генри был возвращён к управлению государством, однако в конце жизни из-за проблем со здоровьем он удалился от общественной жизни, хотя и сохранял королевскую милость до конца жизни.
Наследником Генри был его сын Генри Гросмонт (ок. 1310 — 23 марта 1361), который в 1337 году был пожалован титулом графа Дерби. Он принимал активное участие в начавшейся Столетней войне в качестве одного из военачальников, участвуя во многих сражениях. После смерти отца он унаследовал его владения и титулы, а в 1351 году ему был присвоен герцогский титул. Кроме того, графство Ланкастер получило статус палатината, который до этого носили только Честер и Дарем. Однако у Генри не было сыновей, только 2 дочери, которые не могли унаследовать герцогский титул. Он умер в 1361 году. Графские же титулы были разделены между дочерьми, титул графини Ланкастер и Дерби получила младшая из дочерей, Бланка Ланкастерская, которая была замужем за Джоном Гонтом, одним из сыновей короля Эдуарда III. Джон Гонт также унаследовал и большую часть владений тестя, а после смерти в 1362 году бездетной Матильды (Мод), графини Лестер, старшей сестры Бланки, получил и оставшиеся владения, а также для него был воссоздан титул герцога Ланкастера.
После смерти в 1399 году Гонта все титулы должен был унаследовать его старший сын, Генри Болингброк, однако король Ричард II конфисковал их вместе с владениям. В том же году Генри, ранее изгнанный из Англии, вторгся в королевство и сместил Ричарда, сам короновавшись под именем Генриха IV. В том же году он воссоздал титул герцога Ланкастера для своего наследника, будущего короля Генриха V, но титул графа Ланкастера больше не создавался, заменённый герцогским титулом, который с 1485 года входит в титулатуру английских (а позже и британских) королей.

## Графы Ланкастер
- 1267—1296: Эдмунд Горбатый (16 января 1245 — 5 июня 1296), 1-й граф Лестер с 1265, 1-й граф Ланкастер с 1267, граф Шампани и Бри (по праву жены) в 1276—1284, сын короля Эдуарда I[1][2][7].
- 1296—1322: Томас (ок. 1278 — 22 марта 1322), 2-й граф Ланкастер и 2-й граф Лестер с 1296, граф Феррерс (Дерби) с 1301, граф Линкольн и Солсбери (по праву жены) с 1311, один из лидеров баронской оппозиции королю Эдуарду II, сын предыдущего[3][8].
- 1322—1326: титул конфискован короной[3][4].
- 1326—1345: Генри (ок. 1280 — 22 сентября 1345), барон Ланкастер с 1299, 3-й граф Лестер с 1324, 3-й граф Ланкастер с 1326, сеньор де Бофор и де Ножан с ок. 1336, брат предыдущего[4][9].
- 1345—1361: Генри Гросмонт (ок. 1310 — 23 марта 1361), граф Дерби с 1337, 4-й граф Ланкастер, 4-й граф Лестер, сеньор де Бофор и не Ножан с 1345, граф Линкольн с 1349, 1-й герцог Ланкастер с 1351, граф Морей с 1359, сын предыдущего[5].
- 1361—1368: Бланка Ланкастерская (около 1346 — 12 сентября 1368), 5-я графиня Ланкастер, 2-я графиня Линкольн и Дерби с 1361, 6-я графиня Лестер с 1362, дочь предыдущего.
- 1361—1399: Джон Гонт (весна 1340 — 3 февраля 1399), 1-й граф Ричмонд в 1342—1373, граф Дерби и Линкольн с 1361, граф Лестер с 1362 1-й герцог Ланкастер с 1362, герцог Аквитании с 1390[6].
- 1399: Генри Болингброк (весна 1367 — 20 марта 1413) — 3-й граф Дерби в 1377—1399, 3-й граф Нортгемптон и 8-й Херефорд в 1384—1399, 1-й герцог Херефорд в 1397—1399, 2-й герцог Ланкастер, 6-й граф Ланкастер и 7-й граф Лестер в 1399, король Англии (Генрих IV) с 1399, сын предыдущего.